# Đội tuyển bóng đá bãi biển quốc gia El Salvador
Đội tuyển bóng đá bãi biển quốc gia El Salvador đại diện El Salvador ở các giải thi đấu bóng đá bãi biển quốc tế và được điều hành bởi FESFUT, cơ quan quản lý bóng đá ở El Salvador.
So sánh với đội tuyển bóng đá quốc gia, họ là thế lực đáng kể ở thể thao tầm châu lục và quốc tế.
El Salvador đứng nhất ở bóng đá bãi biển CONCACAF, và thứ 5 ở BSWW. Đây cũng là quốc gia duy nhất của liên đoàn CONCACAF 4 lần tham dự Giải vô địch thế giới.

## Đội hình hiện tại
Chính xác tính đến tháng 3 năm 2018.
Ghi chú: Quốc kỳ chỉ đội tuyển quốc gia được xác định rõ trong điều lệ tư cách FIFA. Các cầu thủ có thể giữ hơn một quốc tịch ngoài FIFA.
| Số | VT | Quốc gia | Cầu thủ          |
| -- | -- | -------- | ---------------- |
| 2  | HV |          | Douglas Zavala   |
| 3  | HV |          | Heber Ramos      |
| 4  | HV |          | Tomás Hernández  |
| 5  | TV |          | Roberto Membreño |
| 6  | HV |          | Melvin Segovia   |

| Số | VT | Quốc gia | Cầu thủ                  |
| -- | -- | -------- | ------------------------ |
| 7  | TĐ |          | Elmer Robles             |
| 8  | TV |          | Darwin Ramírez           |
| 9  | TV |          | José Batres (đội trưởng) |
| 11 | TĐ |          | Rafael Rizo              |
| 12 | TM |          | Eliodoro Portillo        |

Huấn luyện viên: Rudis González Gallo

## Ban huấn luyện hiện tại
- Trợ lý huấn luyện viên: Ramón Arturo Muñoz
- Physical Coordinator: Elmer Edgardo Guidos
- Medical Trainer: Francisco Amaya Cruz
- Nhà vật lý trị liệu:
- Huấn luyện viên thủ môn: Raúl Antonio García
- Utilizer: Alex Geovanny Galdámez

## Thành tích
- Giải vô địch bóng đá bãi biển Bắc, Trung Mỹ và Caribe
  - Vô địch (1): 2009
  - Á quân (3): 2008, 2010, 2013
  - Hạng ba (1): 2015
- Giải vô địch bóng đá bãi biển thế giới
  - Hạng tư (1): 2011

### Thành tích Giải vô địch bóng đá bãi biển thế giới
| Năm                                       | Vòng                     | Đ                        | St                       | T                        | T h.p./pso               | B                        | BT                       | BB                       | HS                       |
| ----------------------------------------- | ------------------------ | ------------------------ | ------------------------ | ------------------------ | ------------------------ | ------------------------ | ------------------------ | ------------------------ | ------------------------ |
| Brasil 2005                               | Không vượt qua vòng loại | Không vượt qua vòng loại | Không vượt qua vòng loại | Không vượt qua vòng loại | Không vượt qua vòng loại | Không vượt qua vòng loại | Không vượt qua vòng loại | Không vượt qua vòng loại | Không vượt qua vòng loại |
| Brasil 2006                               | Không vượt qua vòng loại | Không vượt qua vòng loại | Không vượt qua vòng loại | Không vượt qua vòng loại | Không vượt qua vòng loại | Không vượt qua vòng loại | Không vượt qua vòng loại | Không vượt qua vòng loại | Không vượt qua vòng loại |
| Brasil 2007                               | Không vượt qua vòng loại | Không vượt qua vòng loại | Không vượt qua vòng loại | Không vượt qua vòng loại | Không vượt qua vòng loại | Không vượt qua vòng loại | Không vượt qua vòng loại | Không vượt qua vòng loại | Không vượt qua vòng loại |
| Pháp 2008                                 | Vòng bảng                | 0                        | 3                        | 0                        | 0                        | 3                        | 6                        | 18                       | −12                      |
| Các Tiểu Vương quốc Ả Rập Thống nhất 2009 | Vòng bảng                | 0                        | 3                        | 0                        | 0                        | 3                        | 11                       | 21                       | −10                      |
| Ý 2011                                    | Hạng tư                  | 9                        | 6                        | 2                        | 1                        | 3                        | 19                       | 29                       | −10                      |
| Tahiti 2013                               | Tứ kết                   | 6                        | 2                        | 0                        | 0                        | 2                        | 14                       | 13                       | +1                       |
| Tổng cộng                                 | 4/7                      | 15                       | 14                       | 4                        | 1                        | 11                       | 49                       | 81                       | −32                      |